# Necturus
Genre
Synonymes
- Phanerobranchus Leuckart, 1821
- Menobranchus Harlan, 1825
- Parvurus Dubois & Raffaëlli, 2012

Necturus est un genre d'urodèles de la famille des Proteidae.

## Répartition
Les sept espèces de ce genre se rencontrent aux États-Unis et dans le sud du Canada.

## Liste des espèces
Selon Amphibian Species of the World (19 novembre 2016) :
- Necturus alabamensis Viosca, 1937
- Necturus beyeri Viosca, 1937
- Necturus lewisi Brimley, 1924
- Necturus lodingi Viosca, 1937
- Necturus louisianensis Viosca, 1938
- Necturus maculosus (Rafinesque, 1818)
- Necturus punctatus (Gibbes, 1850)

## Publications originales
- Leuckart, 1821 : Einiges über die Fischartigen Amphibien. Isis von Oken, vol. 9, p. 257-265 (texte intégral).
- Rafinesque, 1819 : Prodrome de 70 nouveaux genres d'animaux découverts dans l'intérieur des États-Unis d'Amérique, durant l'année 1818. Journal de Physique, de Chimie et d'Histoire Naturelle, vol. 88, p. 417-429 (texte intégral).